# Сернурський район
Се́рнурський район (рос. Сернурский район, марій. Шернур кундем) — адміністративна одиниця Республіки Марій Ел Російської Федерації.
Адміністративний центр — селище міського типу Сернур.

## Населення
Населення району становить 23459 осіб (2019, 25672 у 2010, 25280 у 2002).

## Адміністративно-територіальний поділ
На території району 1 міське та 8 сільських поселення:
| Поселення                             | Площа, км² | Населення, осіб (2002) | Населення, осіб (2010) | Населення, осіб (2019) | Центр           | Населені пункти |
| ------------------------------------- | ---------- | ---------------------- | ---------------------- | ---------------------- | --------------- | --------------- |
| Сернурське міське поселення           | 11,87      | 9266                   | 8929                   | 8446                   | Сернур          | 4               |
| Верхньокугенерське сільське поселення | 77,86      | 2246                   | 2541                   | 2349                   | Верхній Кугенер | 16              |
| Дубниківське сільське поселення       | 87,67      | 1125                   | 1192                   | 1028                   | Дубники         | 12              |
| Зашижемське сільське поселення        | 150,35     | 1477                   | 1505                   | 1279                   | Зашижемьє       | 11              |
| Казанське сільське поселення          | 115,92     | 1554                   | 1508                   | 1267                   | Казанське       | 10              |
| Кукнурське сільське поселення         | 169,23     | 2877                   | 2885                   | 2552                   | Кукнур          | 27              |
| Марісолинське сільське поселення      | 166,05     | 2227                   | 2368                   | 2175                   | Марісола        | 19              |
| Сердезьке сільське поселення          | 133,51     | 1902                   | 1978                   | 1807                   | Великий Сердеж  | 20              |
| Чендемеровське сільське поселення     | 119,62     | 2606                   | 2766                   | 2556                   | Чендемерово     | 27              |

## Найбільші населені пункти
Найбільші населені пункти з чисельністю населення понад 1000 осіб:
| № | Населений пункт | Населення, осіб (2002) | Населення, осіб (2010) |
| - | --------------- | ---------------------- | ---------------------- |
| 1 | Сернур          | 9 031                  | 8 686                  |
| 2 | Казанське       | 1 303                  | 1 240                  |